# Mount McGillivray
Mount McGillivray är ett berg i Kanada.   Det ligger i provinsen Alberta, i den centrala delen av landet, 3 000 km väster om huvudstaden Ottawa. Toppen på Mount McGillivray är 2 378 meter över havet, eller 36 meter över den omgivande terrängen. Bredden vid basen är 0,41 km. Mount McGillivray ligger vid sjön Lac des Arcs.
Terrängen runt Mount McGillivray är bergig åt sydväst, men åt nordost är den kuperad. Trakten runt Mount McGillivray är nära nog obefolkad, med mindre än två invånare per kvadratkilometer.. Närmaste större samhälle är Canmore, 13,8 km väster om Mount McGillivray.
I omgivningarna runt Mount McGillivray växer i huvudsak barrskog.